# Palesztin labdarúgó-válogatott
A palesztin labdarúgó-válogatott Palesztina nemzeti csapata, amelyet a palesztin labdarúgó-szövetség (arabul: الاتحاد الفلسطيني لكرة القدم, magyar átírásban: Ittihád al-Filasztíni li-Kurat al-Kadam) irányít.

## Világbajnoki szereplés
| Év       | Forduló                                          | Év   | Forduló       |
| -------- | ------------------------------------------------ | ---- | ------------- |
| 1930     | Nem indult                                       | 1974 | Nem indult    |
| 1934     | Nem indult                                       | 1978 | Nem indult    |
| 1938     | Görögországgal szemben a selejtezőben alulmaradt | 1982 | Nem indult    |
| 1950     | Nem indult                                       | 1986 | Nem indult    |
| 1954     | Nem indult                                       | 1990 | Nem indult    |
| 1958     | Nem indult                                       | 1994 | Nem indult    |
| 1962     | Nem indult                                       | 1998 | Nem indult    |
| 1966     | Nem indult                                       | 2002 | Nem jutott be |
| 1970     | Nem indult                                       | 2006 | Nem jutott be |
|          |                                                  | 2010 | Nem jutott be |
|          |                                                  | 2014 | Nem jutott be |
|          |                                                  | 2018 | Nem jutott be |
| Összesen | 0/21                                             |      |               |

## Ázsia-kupa-szereplés
| Ázsia-kupa | Ázsia-kupa                   | Ázsia-kupa | Ázsia-kupa | Ázsia-kupa | Ázsia-kupa | Ázsia-kupa | Ázsia-kupa |
| Év         | Helyezés                     | M          | Gy         | D          | V          | RG         | KG         |
| ---------- | ---------------------------- | ---------- | ---------- | ---------- | ---------- | ---------- | ---------- |
| 1956       | Nem indult                   | -          | -          | -          | -          | -          | -          |
| 1960       | Nem indult                   | -          | -          | -          | -          | -          | -          |
| 1964       | Nem indult                   | -          | -          | -          | -          | -          | -          |
| 1968       | Nem indult                   | -          | -          | -          | -          | -          | -          |
| 1972       | Nem indult                   | -          | -          | -          | -          | -          | -          |
| 1976       | Nem indult                   | -          | -          | -          | -          | -          | -          |
| 1980       | Nem indult                   | -          | -          | -          | -          | -          | -          |
| 1984       | Nem indult                   | -          | -          | -          | -          | -          | -          |
| 1988       | Nem indult                   | -          | -          | -          | -          | -          | -          |
| 1992       | Nem indult                   | -          | -          | -          | -          | -          | -          |
| 1996       | Nem indult                   | -          | -          | -          | -          | -          | -          |
| 2000       | Nem jutott be                | -          | -          | -          | -          | -          | -          |
| 2004       | Nem jutott be                | -          | -          | -          | -          | -          | -          |
| 2007       | Nem jutott be                | -          | -          | -          | -          | -          | -          |
| 2011       | Nem jutott be                |            |            |            |            |            |            |
| Összesen   | Legjobb eredmény: Csoportkör | 4          | 1          | 1          | 2          | 3          | 4          |

## Szövetségi kapitányok
| Szövetségi kapitány          | Időszak                   |
| ---------------------------- | ------------------------- |
| Ricardo Carugati             | 1998                      |
| Ricardo Carugati Azmi Nassar | 1999                      |
| Azmi Nassar                  | 2000                      |
| Mansour Hamid El-Bouri       | 2000                      |
| Mustafa Abdel-Ghali Yacoub   | 2001                      |
| Andrzej Wisniewski           | 2002                      |
| Nicola Hadwa Shahwan         | 2002–2004                 |
| Alfred Riedl                 | 2004                      |
| Ghassan Balawi^              | 2004                      |
| Viczkó Tamás                 | 2004                      |
| Azmi Nassar^^                | 2005–2007                 |
| Nelson Dekmak                | 2007                      |
| Naeem Swerky^                | 2008 június               |
| Izzat Hamza                  | 2008 július – 2009 június |
| Jamal Daraghmeh^             | 2009 július               |
| Mousa Bezaz                  | 2009 július-              |

### A válogatottban legtöbb gólt szerző játékosok
| #  | Játékos            | Időszak      | Gólok (Vál.) |
| -- | ------------------ | ------------ | ------------ |
| 1. | Ziyad Al-Kord      | 1998–2006    | 15 (33)      |
| 2. | Fahed Attal (*)    | 2005-present | 12 (22)      |
| 3. | Mohammed Al-Jeish  | 1998–2002    | 5 (18)       |
| 4. | Ahmed Keshkesh (*) | 2004-present | 5 (28)       |
| 5. | Fadi Lafi(*)       | 1998-present | 5 (33)       |
| 6. | Tayseer Amer(*)    | 2002-present | 4 (24)       |

- (*) – Jelenleg is aktív játékosok.